# 善福镇
善福镇，原为善福乡，是中华人民共和国山西省长治市襄垣县下辖的一个乡镇级行政单位。2021年4月1日，撤销善福乡、北底乡（将原北底乡所辖的北底、东垴头、阁老凹3个村委会划归古韩镇管辖），合并设立善福镇。

## 行政区划
截至2021年末，善福镇下辖21个行政村：
善福村、上丰村、苗家岭村、赵家烟村、贾垴村、石楼村、卜沟村、崔家庄村、庄里村、七里脚村、桑家河村、石峪村、堡后村、东岸底村、南娥村、韩村、冯村、堡底村、土合村、东岭上村和东宁静村。